# 토니 윌리엄스
토니 윌리엄스(영어: Tony Williams, 1945년 12월 12일 ~ 1997년 2월 23일)는 미국의 재즈 드러머였다.
윌리엄스는 트럼펫 연주자 마일스 데이비스의 밴드에서 처음으로 명성을 얻었고 재즈 퓨전을 개척했다. 1986년 《모던 드러머》 명예의 전당에 헌액되었다. 음악 평론가 로버트 크리스트가우는 윌리엄스를 "아마도 세계 최고의 드러머일 것"이라고 평했다.

## 생애 및 경력
윌리엄스는 시카고에서 태어나 보스턴에서 자랐다. 그는 아프리카계, 포르투갈계, 중국계였다. 그는 어린 나이에 드러머 앨런 도슨을 스승으로 가르침을 받았고, 13살 때 색소폰 연주자 샘 리버스와 함께 전문적으로 연주하기 시작했다. 색소폰 연주자 재키 맥린은 윌리엄스가 16살이었을 때 그를 고용했다.
17세의 나이에 윌리엄스는 마일스 데이비스에 합류하여 주목을 받았다. 윌리엄스는 데이비스의 자서전에서 "그룹의 사운드가 회전하는 중심"이라고 불린 그룹의 중요한 요소였다. 그의 연주는 폴리리듬과 미터법 변조를 통해 재즈 리듬 섹션의 역할을 재정의하는 데 도움을 주었다. 한편, 그는 블루 노트 레이블인 《Life Time》 (1964년)과 《Spring》 (1965년)의 리더로서 첫 두 장의 음반을 녹음했다. 그는 또한 1964년 에릭 돌피와 함께 《Out to Lunch!》와 앤드루 힐과 함께 《Point of Departure》를 포함한 레이블의 사이드맨으로 녹음하기도 했다.
1969년 존 맥러플린, 래리 영과 함께 트리오 토니 윌리엄스 라이프타임을 결성했다. 라이프타임은 퓨전 운동의 선구적인 밴드였다.

### 사망
1997년 2월 20일, 윌리엄스는 복통으로 고생하며 캘리포니아주 댈리 시의 세튼 메디컬 센터에 입원했다. 3일 후, 담낭 수술에서 회복하는 동안, 그는 51세 나이에 심장마비로 사망했다.

## 사생활
윌리엄스는 일상적인 담낭 수술 후 심장마비로 사망할 때까지 샌프란시스코 베이 에어리어에서 살면서 가르쳤다.  그의 마지막 음반 중 하나는 빌 라스웰이 기획한 음반인 아르카나로 알려진 3인조의 《The Last Wave》였다.